# Erik Penny
Erik Penny (* in Potsdam, New York) ist ein US-amerikanischer Singer-Songwriter, der in Berlin-Kreuzberg lebt. Seine Musik ist eine Mischung aus Gitarrenpop und Americana. Neben Soloauftritten tritt er auch regelmäßig mit Band auf, die zurzeit aus Gitarrist Ben Barritt, Bassist Markus Runzheimer und Schlagzeuger Thomas „Willi“ Witte besteht.

## Leben und Karriere
Erik Penny wuchs in El Paso auf. Als Sechzehnjähriger begann er seine Musikerkarriere als Bassist. Später begann er ein Studium der Malerei, das er jedoch kurz vor seinem Abschluss unterbrach, um mit seiner damaligen Band auf Tour zu gehen. Nach zwei Jahren als Musiker entschloss er sich, nicht zum College zurückzukehren und stattdessen nach Los Angeles zu gehen. Dort nahm er als Solo-Künstler mehrere EPs und zwei Studioalben auf. Nach mehreren Deutschlandbesuchen entschied er sich 2008 schließlich, nach Berlin überzusiedeln. Dort gelang es ihm in kurzer Zeit, Kontakte in der örtlichen Musikszene zu knüpfen und bekannte Musiker und Produzenten für die Mitarbeit an seiner neuen CD zu gewinnen.
Bei den Aufnahmen zu diesem Album mit dem Namen Bend, dessen Songs alle erst in Berlin geschrieben wurden, wirkten unter anderem Mocky, Sebastian Madsen als Schlagzeuger, Markus Runzheimer und Gitarrist Gabriel Gordon (u. a. Mitglied in den Live-Bands von Natalie Merchant und Andrew Roachford) mit. Koproduziert und gemischt wurde die im Jahr 2009 aufgenommene und im März 2010 erschienene CD durch Simon Frontzek von Tomte, der auch sein eigenes Aufnahmestudio zur Verfügung stellte und den Kontakt zu Sebastian Madsen, dem Sänger der Band Madsen herstellte.
Neben einer ersten eigenen Solo-Tour im Jahr 2009 unterstützte er 2008 Gus Black auf seiner Deutschland-Tournee. In den Jahren 2010 und 2011 begleitete er Milow, Eli „Paperboy“ Reed, Ronan Keating, Madsen, Runrig sowie Philipp Poisel durch Deutschland. Im Juni 2010 wurde er für die 10. Förderrunde der Initiative Musik, einer Fördereinrichtung der Bundesregierung für die Musikwirtschaft in Deutschland, bestätigt. 
Nach der Veröffentlichung von Live At The Sofa Sessions im Jahr 2011 zog sich Erik Penny für zwei Jahre aus der Musikbranche zurück. Erst im Sommer 2013 ging er wieder auf die Bühne und spielte unter anderen vier Konzerte als Support von Joe Cocker. Im selben Jahr wurde auch Blackbird Music auf ihn aufmerksam. Im Herbst 2014 veröffentlichte das Berliner Musiklabel sein viertes Studioalbum Heart Bleed Out, das von Erik Penny selbst und David Green produziert wurde und in verschiedenen Studios in Berlin und Los Angeles aufgenommen wurde. Neben seinem langjährigen Bassisten Markus Runzheimer und dem Schlagzeuger Earl Harvin sind zahlreiche Gastmusiker auf dem Album zu hören. Der Veröffentlichung folgte eine ausgedehnte Solotour. sowie eine mehrere Konzerte umfassende Tour mit Band durch Deutschland.

## Diskografie

### Alben
- Footprints (2006)
- The Linger Kiss (2008)
- Bend (2010, Cargo Records)
- Live at the Sofa Sessions (2011)
- Heart Bleed Out (2014)
- Monument (2021)

### EPs
- Summer Stars (2005)
- EP (2007)